# Liste der Hochhäuser in Frankfurt am Main

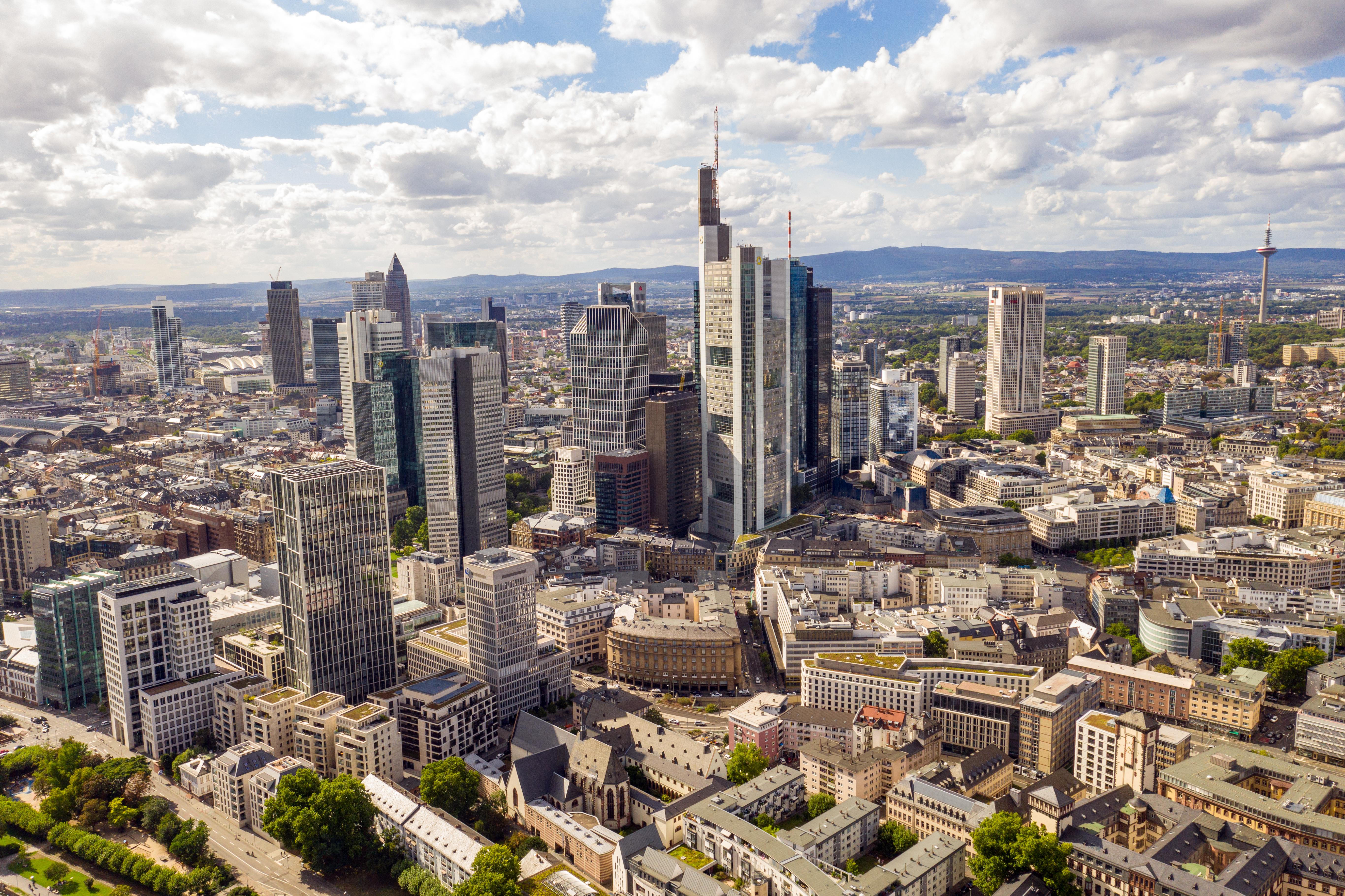
Frankfurter Wolkenkratzer 2020

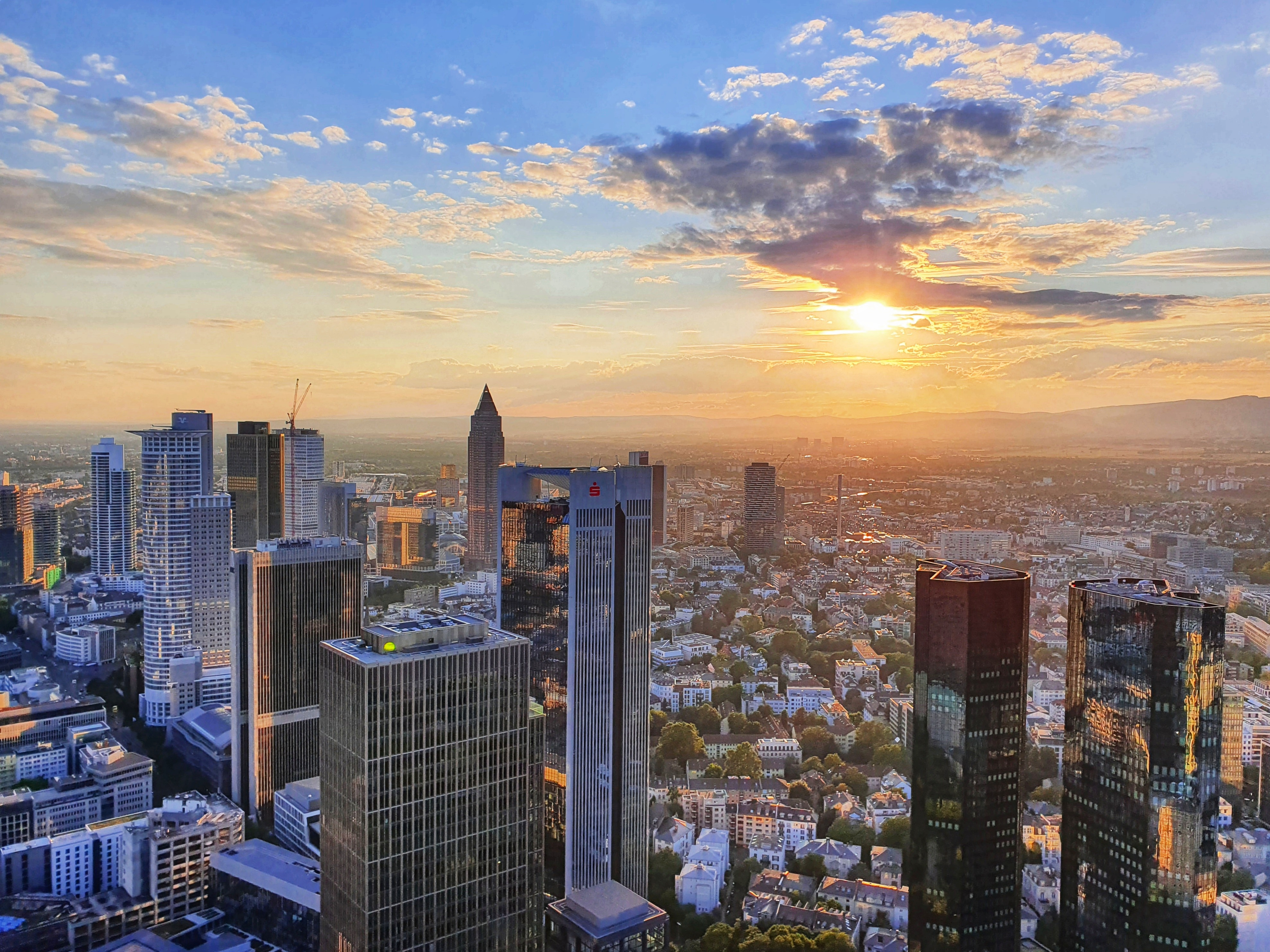
Blick vom Main Tower in Richtung Messe

Frankfurt am Main ist bekannt für seine stadtbildprägende Skyline aus Hochhäusern und Wolkenkratzern. Die Skyline insgesamt und einzelne Hochhäuser werden als Wahrzeichen Frankfurts empfunden. Mehr als 40 Gebäude erreichen eine strukturelle Höhe von über 100 Metern, darunter 20 der 22 Wolkenkratzer Deutschlands.

## Historischer Überblick
Als älteste Hochhäuser Frankfurts gelten der Mousonturm (1923–1926), das I.G.-Farben-Haus (1928–1931) – heute Hauptgebäude der Goethe-Universität – und das Gewerkschaftshaus (1930–1931). Die drei zwischen 31 und 35 Meter hohen Gebäude existieren bis heute, werden aber im Vergleich mit späteren Bauten nicht mehr als Hochhäuser wahrgenommen.
Nach der Zerstörung der Innenstadt durch die Luftangriffe im Zweiten Weltkrieg entstanden ab 1949 zahlreiche Häuser von immer größerer Höhe. Der 1972 fertiggestellte und am 2. Februar 2014 gesprengte AfE-Turm überragte als erstes Hochhaus mit über 100 Metern Höhe auch erstmals die neugotische Spitze des gotischen Doms. Das Plaza-Hotel und das Dresdner-Bank-Hochhaus waren Ende der 1970er Jahre die ersten Wolkenkratzer mit über 150 Metern Höhe.

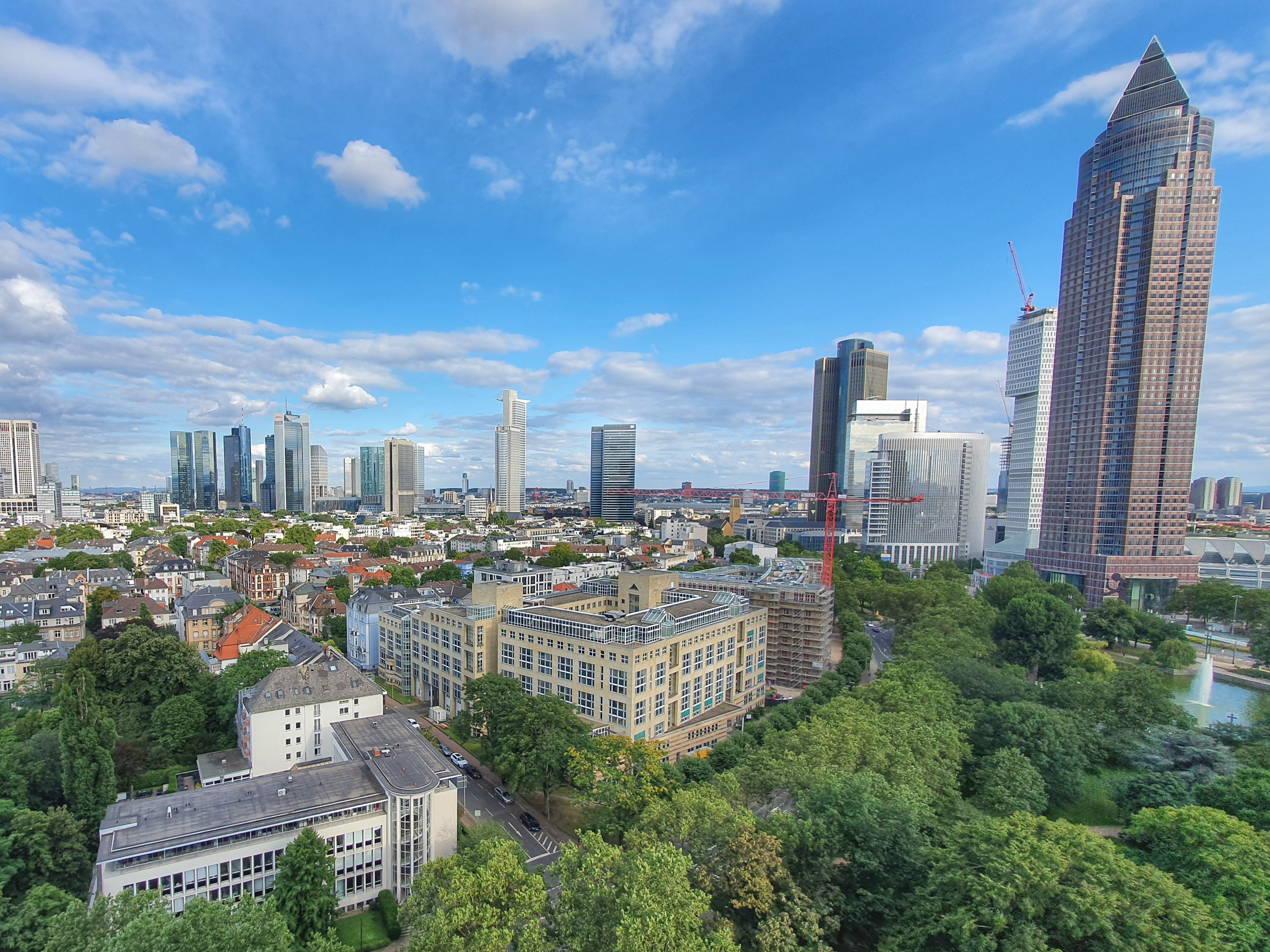
Hochhäuser im Europa- und Bankenviertel (Blick vom One Forty West, Juli 2021)

Seit 1998 regelt ein Hochhausrahmenplan, wo und wie Hochhäuser gebaut werden dürfen. Die meisten Hochhäuser stehen im Bankenviertel, entlang der Mainzer Landstraße und im Europaviertel am Messegelände. Einen Gegenakzent setzen die Türme des Palaisquartiers in der Innenstadt und der Neubau der Europäischen Zentralbank im Ostend.
Lange Zeit war der Hochhausbau in Frankfurt umstritten. Während des Frankfurter Häuserkampfes Anfang der 1970er Jahre entstanden die Schimpfnamen Bankfurt und Mainhattan als Inbegriff einer Stadtplanung, die Investoreninteressen zu Lasten der alteingesessenen Bevölkerung fördere. Seit den 1980er Jahren entwickelte sich die Frankfurter Skyline zum Wahrzeichen der Stadt und zum Symbol für Prosperität und Zukunftsorientierung. Die Bevölkerung identifizierte sich zunehmend mit ihren Hochhäusern. Seit 1996 wird in unregelmäßigen Abständen (bislang 1996, 1998, 2001, 2007 und 2013) das Wolkenkratzer-Festival gefeiert. Die SkyArena, eine multimediale Inszenierung der Frankfurter Skyline, wurde zur Eröffnung der Fußball-Weltmeisterschaft 2006 weltweit übertragen. Auch das seit 2000 alle zwei Jahre stattfindende Lichtkunst-Festival Luminale setzt die Hochhäuser der Stadt in Szene.
Die steigende Immobiliennachfrage, der Austritt Großbritanniens aus der EU und die günstige wirtschaftliche Entwicklung in Deutschland führten ab dem Jahr 2015 zu einem neuen „Boom“ von Hochhausbauten. Neben dem 185 Meter hohen Neubau der Europäischen Zentralbank verkörpern Hochhausprojekte wie der Omniturm, das Maintor-Areal und die Bebauung des ehemaligen Deutsche-Bank-Areals mit vier Hochhäusern zwischen 120 und 228 Metern diese Entwicklung. Mit dem 180 Meter hohen Grand Tower befindet sich seit seiner Fertigstellung 2020 Deutschlands höchstes Wohnhochhaus in Frankfurt am Main.

## Hochhäuser in Frankfurt am Main
Diese Liste umfasst alle Frankfurter Hochhäuser, die ohne Aufbauten eine Höhe von mindestens 50 Metern erreichen. Die Höhenangaben entstammen großteils der Datenbank des Council on Tall Buildings and Urban Habitat (Rat für hohe Gebäude und städtischen Lebensraum) und Emporis. Alle Gebäude werden nach der offiziellen Höhe geordnet. Diese beinhaltet Turmspitzen, wenn diese Teil der Gebäudearchitektur sind, jedoch keine Funkantennen oder ähnliche technische Aufbauten. Gelistet werden ferner Gebäude, die sich zwar noch im Bau befinden, aber ihre Gesamthöhe bereits erreicht haben.
Ergänzend werden Bauwerke aufgeführt, die nicht als Hochhäuser klassifiziert werden, da weniger als 50 Prozent der Gesamthöhe als nutzbare Fläche verfügbar sind (beispielsweise Fernsehtürme, Kirchen, Stadien). Eine vollständige Übersicht hierzu findet sich in der Liste der höchsten Bauwerke in Frankfurt am Main.
| Rang | Name                                               | Bild | Höhe (m) | Etagen | Eröffnung | Standort                                                  | Architekt(en)                                                                | Bemerkungen |
| ---- | -------------------------------------------------- | ---- | -------- | ------ | --------- | --------------------------------------------------------- | ---------------------------------------------------------------------------- | --- |
| 1    | Commerzbank Tower ⊙                                |      | 259,0    | 56     | 1997      | Große Gallusstraße 17–19, Innenstadt                      | Norman Foster                                                                | 1997–2003 höchstes Gebäude Europas. 1997–2012 und 2020–2022 höchstes Gebäude in der EU. Seit 1997 höchstes Gebäude Deutschlands. Höhe mit Antenne 300 Meter. Konzernzentrale der Commerzbank. |
| 2    | Messeturm ⊙                                        |      | 256,5    | 55     | 1990      | Friedrich-Ebert-Anlage 49, Westend-Süd                    | Helmut Jahn                                                                  | 1990–1997 höchstes Gebäude Europas. 1990–1997 höchstes Gebäude in der EU. 1990–1997 höchstes Gebäude Deutschlands. |
| 3    | Four 1 ⊙                                           |      | 233,0    | 59     | 2025      | Neue Schlesingergasse 14, Innenstadt                      | UNStudio                                                                     | Endhöhe erreicht. Endgültige Fertigstellung geplant für Dezember 2024. Hauptsitz der DekaBank Deutsche Girozentrale. |
| 4    | Westendstraße 1 ⊙                                  |      | 208,0    | 53     | 1993      | Westendstraße 1, Westend-Süd                              | Kohn Pedersen Fox; Nägele, Hofmann & Tiedemann                               | Hauptsitz der DZ Bank. |
| 5    | Main Tower ⊙                                       |      | 200,0    | 55     | 1999      | Neue Mainzer Straße 52–58, Innenstadt                     | Schweger associated architects                                               | Höhe mit Antenne 240 Meter. Hauptsitz der Landesbank Hessen-Thüringen. In den obersten Stockwerken befindet sich ein Fitnessstudio, ein Restaurant, ein Café und eine öffentlich zugängliche Aussichtsterrasse. |
| 5    | Tower 185 ⊙                                        |      | 200,0    | 55     | 2011      | Friedrich-Ebert-Anlage 35–37, Gallus                      | Christoph Mäckler                                                            | Hauptsitz von PricewaterhouseCoopers in Deutschland. |
| 7    | One ⊙                                              |      | 190,9    | 49     | 2022      | Gallus, Brüsseler Straße 1–3                              | Meurer Architektur + Stadtplanung                                            | Teil des Skyline-Plaza-Gebäudekomplexes. Beherbergt ein Hotel, Büros und eine öffentlich zugängliche Bar im obersten Stockwerk. |
| 8    | Omniturm ⊙                                         |      | 190      | 45     | 2019      | Innenstadt, Große Gallusstraße 16–18                      | Bjarke Ingels Group                                                          | Gemischt genutzter Turm mit Büros und Wohnungen |
| 9    | Trianon ⊙                                          |      | 186,0    | 45     | 1993      | Mainzer Landstraße 16–24, Westend-Süd                     | Novotny Mähner Assoziierte; HPP International; Albert Speer & Partner        | |
| 10   | Neubau der Europäischen Zentralbank ⊙              |      | 185,0    | 45     | 2014      | Sonnemannstraße/Rückertstraße, Ostend                     | Coop Himmelb(l)au                                                            | Hauptsitz der Europäischen Zentralbank seit 2014. Der Nordturm ist mit Antenne 201 Meter hoch. |
| 11   | Grand Tower ⊙                                      |      | 172,0    | 47     | 2020      | Gallus, Osloer Straße/Europa-Allee                        | Magnus Kaminiarz & Cie                                                       | Höchstes reines Wohngebäude Deutschlands, 413 Wohnungen |
| 12   | Four 2 ⊙                                           |      | 173,0    | 50     | 2024      | Große Gallusstraße, Innenstadt                            | UNStudio                                                                     | Endhöhe erreicht. Fertigstellung geplant für Dezember 2024. |
| 13   | Opernturm ⊙                                        |      | 170,0    | 42     | 2009      | Bockenheimer Landstraße 2–4, Westend-Süd                  | Christoph Mäckler                                                            | Hauptsitz von UBS in Deutschland. |
| 13   | Taunusturm ⊙                                       |      | 170,0    | 40     | 2014      | Taunustor 1–3, Innenstadt                                 | Gruber + Kleine-Kraneburg                                                    | Der Taunusturm wurde spekulativ ohne Vorvermietung errichtet. |
| 15   | Silberturm ⊙                                       |      | 166,3    | 32     | 1978      | Jürgen-Ponto-Platz 1, Bahnhofsviertel                     | ABB Architekten                                                              | 1978–1990 höchstes Gebäude Deutschlands. Ehemalige Zentrale der Dresdner Bank. Hauptmieter ist seit 2012 DB Systel, der ICT-Dienstleister der Deutschen Bahn. |
| 16   | Westend Gate ⊙                                     |      | 159,3    | 47     | 1976      | Hamburger Allee 2–4, Westend-Süd                          | Siegfried Hoyer; Richard Heil                                                | 1976–1978 höchstes Gebäude Deutschlands. Hauptmieter ist die Hotelkette Marriott International. |
| 17   | Deutsche Bank I ⊙                                  |      | 155,0    | 40     | 1984      | Taunusanlage 12, Westend-Süd                              | Walter Hanig, Heinz Scheid, Johannes Schmidt                                 | Konzernzentrale der Deutschen Bank. |
| 17   | Deutsche Bank II ⊙                                 |      | 155,0    | 38     | 1984      | Taunusanlage 12, Westend-Süd                              | Walter Hanig, Heinz Scheid, Johannes Schmidt                                 | Konzernzentrale der Deutschen Bank. |
| 17   | Marienturm ⊙                                       |      | 155,0    | 37     | 2019      | Taunusanlage 9–10, Bahnhofsviertel                        | Thomas Müller und Ivan Reimann Architekten, Berlin                           | Bürogebäude. Hauptmieter ist Goldman Sachs. (HHRP08) |
| 20   | Skyper ⊙                                           |      | 153,8    | 38     | 2004      | Taunusanlage 1, Bahnhofsviertel                           | JSK                                                                          | Hauptmieter ist die Deutsche Bundesbank. |
| 21   | Eurotower ⊙                                        |      | 148,0    | 39     | 1977      | Willy-Brandt-Platz 2, Innenstadt                          | Richard Heil                                                                 | 1994–2014 Hauptsitz der Europäischen Zentralbank. Seit 2015 Sitz der einheitlichen Bankenaufsicht der EZB. Ehemalige Hauptverwaltung der Bank für Gemeinwirtschaft (1977–1993). |
| 22   | One Forty West ⊙                                   |      | 145      | 40     | 2020      | Westend-Süd, Senckenberganlage 15                         | Cyrus Moser Architekten Dietz-Joppien Architekten                            | 2015 erwarb Commerz Real das Grundstück für den 140-Meter-Turm und baut seit Januar 2017 auf dem Areal des gesprengten AfE-Turms ein gemischt genutztes Hotel- und Wohngebäude. Mit der spanischen Hotelkette Meliá Hotels International wurde ein langfristiger Mietvertrag geschlossen. (HHRP08)                                                                                         |
| 23   | Frankfurter Büro Center ⊙                          |      | 142,4    | 40     | 1980      | Mainzer Landstraße 46, Westend-Süd                        | Richard Heil                                                                 | Hauptmieter ist seit 2021 die Deutsche Bundesbank, die das Gebäude während der Renovierung des Komplexes an der Wilhelm-Epstein-Straße als Zentrale nutzt. |
| 24   | City-Haus I ⊙                                      |      | 142,1    | 42     | 1974      | Platz der Republik 6, Westend-Süd                         | Johannes Krahn; Richard Heil                                                 | Ehemals Selmi-Hochhaus, Hauptmieter ist die DZ Bank. |
| 25   | Neuer Henninger-Turm ⊙                             |      | 140      | 40     | 2017      | Sachsenhausen                                             | Meixner Schlüter Wendt                                                       | Zweithöchster Wohnturm |
| 26   | Gallileo ⊙                                         |      | 136,0    | 38     | 2003      | Gallusanlage 7, Bahnhofsviertel                           | Novotny Mähner Assoziierte                                                   | Hauptmieter ist die Commerzbank. Ehemalige Zentrale der Dresdner Bank. Im Erdgeschoss befindet sich The English Theatre. |
| 26   | Nextower ⊙                                         |      | 136,0    | 32     | 2009      | Thurn-und-Taxis-Platz 6, Innenstadt                       | KSP Jürgen Engel Architekten                                                 | Bestandteil des Gebäudeensembles Palaisquartier. |
| 28   | Pollux ⊙                                           |      | 130,0    | 33     | 1997      | Platz der Einheit 1, Gallus                               | Kohn Pedersen Fox                                                            | Bestandteil des Gebäudeensembles Kastor und Pollux. |
| 29   | The Spin (ehemals „Tower 120“ bzw. „Spin Tower“) ⊙ |      | 128      | 31     | 2023      | Gallus, Güterplatz                                        | Hadi Teherani                                                                | Während die unteren 20 Etagen des Turms von der Hotelgruppe NH gemietet werden, ist auf den Etagen 22 bis 31 rund 8.500 Quadratmeter Bürofläche vorgesehen. Verantwortlich für die Projektentwicklung ist die Groß & Partner Grundstücksentwicklungsgesellschaft mbH. Neben dem Gebäude entsteht die Haltestelle Güterplatz der U-Bahn-Linie U5. Am 29. Mai 2018 erfolgte der Spatenstich. |
| 30   | Garden Tower ⊙                                     |      | 127,0    | 25     | 1976      | Neue Mainzer Straße 46–50, Innenstadt                     | Novotny Mähner Assoziierte                                                   | Hauptmieter ist Société Générale (Deutschland). Ehemals Konzernzentrale der Landesbank Hessen-Thüringen. |
| 31   | FOUR 3 ⊙                                           |      | 120,0    | 33     | 2024      | Junghofstraße 5, Innenstadt                               | UNStudio                                                                     | Endhöhe erreicht. Fertigstellung geplant für Dezember 2024. |
| 32   | Messe Torhaus                                      |      | 117,0    | 30     | 1984      | Ludwig-Erhard-Anlage 1, Bockenheim                        | Oswald Mathias Ungers                                                        | Hauptmieter ist die Messe Frankfurt. |
| 33   | Japan Center                                       |      | 115,0    | 28     | 1996      | Taunustor 2, Innenstadt                                   | Joachim Ganz                                                                 | Hauptmieter ist die Europäische Zentralbank. |
| 33   | Park Tower                                         |      | 115,0    | 29     | 1972      | Bockenheimer Anlage 44, Westend-Süd                       | Fischer, Krüder, Rathai                                                      | Hauptmieter ist die Anwaltskanzlei Freshfields Bruckhaus Deringer. |
| 35   | Westhafen Tower                                    |      | 112,3    | 30     | 2003      | Westhafenplatz 1, Gutleutviertel                          | schneider+schumacher                                                         | Hauptmieter ist die Europäische Aufsichtsbehörde für das Versicherungswesen und die betriebliche Altersversorgung. |
| 36   | IBC                                                |      | 112,0    | 30     | 2003      | Theodor-Heuss-Allee 70, Bockenheim                        | Köhler Architekten                                                           | Von der Deutschen Bank vor dem Platzen der Dotcom-Blase für den neuen Handelsraum des Investmentbanking errichtet, danach vermietet. |
| 37   | City Gate                                          |      | 110,0    | 27     | 1966      | Nibelungenplatz 3, Nordend-West                           | G. Rheingaus                                                                 | |
| 37   | Eurotheum                                          |      | 110,0    | 31     | 1999      | Neue Mainzer Straße 66–68, Innenstadt                     | Novotny Mähner Assoziierte                                                   | Hauptmieter ist die Europäische Zentralbank. |
| 37   | WinX                                               |      | 110      | 30     | 2019      | Altstadt, Neue Mainzer Straße 6–12                        | KSP Engel und Zimmermann Architekten                                         | |
| 40   | Global Tower                                       |      | 108,6    | 28     | 1973      | Neue Mainzer Straße 32–36, Innenstadt                     | Richard Heil                                                                 | Hauptmieter ist die Europäische Zentralbank. Ehemalige Zentrale der Commerzbank. |
| 41   | Senckenberg-Turm                                   |      | 106,0    | 26     | 2022      | Robert-Mayer-Straße 5, Westend-Süd                        | Cyrus-Moser-Architekten                                                      | Hauptmieter ist BNP Paribas mit ihrer Deutschlandzentrale |
| 42   | Leonardo Royal Hotel Frankfurt                     |      | 100,0    | 25     | 1972      | Mailänder Straße 1, Sachsenhausen-Süd                     |                                                                              | Hauptmieter war lange Jahre die InterContinental Hotels Group, die das „Holiday Inn Frankfurt City-South Conference Centre“ betrieb. 2014 erfolgte der Verkauf an die Hotelkette Leonardo Hotels. |
| 43   | FOUR 4 ⊙                                           |      | 100,0    | 25     | 2024      | Junghofstraße 9, Innenstadt                               | UNStudio                                                                     | Endhöhe erreicht. Fertigstellung geplant für Dezember 2024. |
| 44   | Hotel Jumeirah Frankfurt                           |      | 99,1     | 28     | 2011      | Thurn-und-Taxis-Platz 6, Innenstadt                       | KSP Jürgen Engel Architekten                                                 | Bestandteil des Gebäudeensembles Palaisquartier. Erstes Hotel der Jumeirah Group in Deutschland. |
| 45   | Eden (ehemals Tower 90)                            |      | 98,0     | 27     | 2023      | Gallus, Güterplatz                                        | Jahn und Magnus Kaminiarz & Cie.                                             | Wohnhochhaus auf dem ehemaligen Telenorma-Areal zwischen Mainzer Landstraße, Güterplatz und Europa-Allee. |
| 46   | Arabella Center                                    |      | 96,3     | 25     | 1969      | Lyoner Straße 44, Niederrad                               |                                                                              | ein Gebäudekomplex in Frankfurt am Main im Lyoner Quartier im Stadtteil Niederrad, der aus einem 96,3 m hohen Hochhaus und mehreren niedrigeren Gebäude besteht. Bei seiner Fertigstellung 1972 war es das zweithöchste Hochhaus der Stadt. |
| 47   | 160 Park View (ehemals Hochhaus am Park)           |      | 96,0     | 26     | 1975      | Grüneburgweg 102, Westend-Nord                            | ABB Architekten                                                              | Das Hochhaus wird zurzeit zum Wohngebäude und Hotel umgebaut. |
| 47   | WestendDuo                                         |      | 96,0     | 26     | 2006      | Bockenheimer Landstraße 24, Westend-Süd                   | KSP Jürgen Engel Architekten                                                 | Hauptmieter ist die Anwaltssozietät Hengeler Mueller. |
| 49   | Radisson Blu Hotel Frankfurt                       |      | 96,0     | 20     | 2005      | Franklinstraße 65, Bockenheim                             | John Seifert Architects Ltd.                                                 | Mieter ist die Hotelkette Radisson Blu. |
|      | Kaiserdom St. Bartholomäus                         |      | 95,0     |        | 1877      | Domplatz 1, Altstadt                                      |                                                                              | Dom. Höchstes Bauwerk Frankfurts bis 1961. Größter Sakralbau der Stadt. |
| 50   | Kastor                                             |      | 95,0     | 22     | 1997      | Platz der Einheit 1, Gallus                               | Kohn Pedersen Fox                                                            | Bestandteil des Gebäudeensembles Kastor und Pollux. |
| 51   | Commerzbank Trading Center                         |      | 93,0     | 22     | 1976      | Hafenstraße 51, Gallus                                    | AGI-Plan Rüping                                                              | Trading Center der Commerzbank. |
| 51   | Union Investment-Hochhaus                          |      | 93,0     | 19     | 1977      | Wiesenhüttenstraße 10, Bahnhofsviertel                    | Speerplan Regional- und Stadtplaner GmbH                                     | Hauptsitz von Union Investment. |
| 53   | Bürohaus an der Alten Oper                         |      | 89,0     | 20     | 1984      | Neue Mainzer Straße 75, Innenstadt                        | Architektengemeinschaft Gerhard Balser                                       | Mieter sind u. a. Bank of Communications, Shinhan Financial Group, Bloomberg L.P. und Lazard. Ehemaliger Hauptmieter war die Citibank. |
| 54   | Main Plaza                                         |      | 88,0     | 24     | 2002      | Walther-von-Cronberg-Platz 1, Sachsenhausen-Nord          | Hans Kollhoff                                                                | Das Lindner Hotel & Residence Main Plaza bietet 118 Hotelzimmer und Suiten, sowie 17 Wohnungen. |
| 55   | Rhein-Main-Center                                  |      | 84,0     | 22     | 1969      | Bockenheimer Landstraße 51, Westend-Süd                   | JSK                                                                          | |
| 56   | BHF-Bank-Hochhaus                                  |      | 82,0     | 23     | 1965      | Bockenheimer Landstraße 10, Westend-Süd                   | Sep Ruf                                                                      | Sitz der BHF-Bank. Das Gebäude ist denkmalgeschützt. |
| 57   | Mailänder Straße 12                                |      | 81,7     | 25     | 1973      | Mailänder Straße 12, Sachsenhausen-Süd                    |                                                                              | Wohngebäude. |
| 58   | Campus Tower                                       |      | 80,3     | 18     | 1969      | Herriotstraße 4, Niederrad                                | Christoph Mäckler                                                            | Sitz von Colt Technology Services GmbH und ehemals Nintendo of Europe GmbH. |
| 59   | Main Forum                                         |      | 80,0     | 22     | 2003      | Wilhelm-Leuschner-Straße 79–85, Gutleutviertel            | Gruber + Kleine-Kraneburg                                                    | Hauptsitz der IG Metall. |
| 60   | Inheidener Straße 71                               |      | 76,2     | 23     | 1975      | Inheidener Straße 71, Bornheim                            |                                                                              | Wohngebäude. |
| 61   | Lighttower                                         |      | 75,0     | 21     | 1966      | Hanauer Landstraße 126–128, Ostend                        | Theodor Josef Seifert                                                        | Komplettumbau 2003–2005 nach Entwurf von msm meyer schmitz-morkramer Architekten. |
| 62   | Taunusanlage 11                                    |      | 75,0     | 16     | 1972      | Taunusanlage 11, Bahnhofsviertel                          | Max Meid; Helmut Romeick                                                     | 2012–2014 umgebaut nach Entwurf von KSP Jürgen Engel Architekten |
| 62   | American Express-Hochhaus                          |      | 75,0     | 17     | 1993      | Theodor-Heuss-Allee 112, Bockenheim                       | Novotny Mähner Assoziierte                                                   | Deutschlandsitz von American Express. |
| 62   | K26                                                |      | 75,0     | 20     | 2004      | Neue Mainzer Straße 28–30, Innenstadt                     | Köhler Architekten                                                           | |
| 65   | Turm Center                                        |      | 73,9     | 22     | 1971      | Eschersheimer Landstraße 14, Nordend-West                 | Günther Rheingans                                                            | 2014–2016 revitalisiert. |
| 66   | Lyoner Straße 40                                   |      | 73,2     | 19     | 1974      | Lyoner Straße 40, Niederrad                               |                                                                              | Sitz der Steigenberger Hotel Group. |
| 67   | Scala                                              |      | 73,0     | 17     | 2001      | Solmsstraße 83, Bockenheim                                | Christoph Mäckler; GFB GmbH                                                  | |
| 68   | Hainer Weg 24                                      |      | 72,9     | 22     | 1969      | Hainer Weg 24, Sachsenhausen-Süd                          |                                                                              | Wohngebäude. |
| 69   | Lyoner Straße 14                                   |      | 72,8     | 19     | 1986      | Lyoner Straße 14, Niederrad                               |                                                                              | [ 31 ] |
| 70   | Herriot’s                                          |      | 72,0     | 20     | 2003      | Herriotstraße 1, Niederrad                                | Köhler Architekten                                                           | Der Baukörper besteht aus vier Teilgebäuden unterschiedlicher Höhe mit 11 bis 17 Stockwerken, verbunden durch eine 52 m hohe Glashalle, und bietet Büros, Restaurants, Cafés, Einkaufsmöglichkeiten, ein Fitnessstudio und Konferenzräume. |
| 70   | Theodor-Heuss-Allee 110                            |      | 72,0     | 20     | 1982      | Theodor-Heuss-Allee 110, Bockenheim                       | Richard Heil                                                                 | |
| 72   | Julius-Brecht-Straße 3                             |      | 70,2     | 27     | 1968      | Julius-Brecht-Straße 3, Frankfurter Berg                  |                                                                              | Bis 2001 höchstes reines Wohnhaus Frankfurts. |
| 73   | Access Tower                                       |      | 70,0     | 21     | 1971      | Lyoner Straße 36, Niederrad                               |                                                                              | Ein großer Teil ist von Marsh & McLennan Companies genutzt. 2002 komplett renoviert. |
| 73   | Cielo                                              |      | 70,0     | 19     | 2003      | Theodor-Heuss-Allee 100–104, Bockenheim                   |                                                                              | Mieter ist die Commerzbank. Hauptuntermieter war bis Mitte 2013 die ING-DiBa. |
| 73   | Finanz-Informatik-Hochhaus                         |      | 70,0     | 19     | 2006      | Theodor-Heuss-Allee 90, Bockenheim                        | MOW Architekten                                                              | Bestandteil des Gebäudeensembles Drehscheibe Frankfurt. Hauptsitz der Finanz Informatik. |
| 73   | Maintor Porta                                      |      | 70,0     | 19     | 2014      | Weißfrauenstraße 7–9, Altstadt                            | KSP Jürgen Engel Architekten                                                 | Bestandteil des Maintor-Projekts. Union Investment hat das gesamte Gebäude gemietet. |
| 73   | St Martin Tower                                    |      | 70,0     | 18     | 2015      | Theodor-Heuss-Allee 116, Bockenheim, City West            | msm, meyer schmitz-morkramer                                                 | Spekulativ durch die Hansa Aktiengesellschaft gebaut. |
| 78   | Hochhaus am Turm                                   |      | 69,0     | 20     | 1974      | Bleichstraße 64–66, Innenstadt                            | B.F.J. Lange                                                                 | 2001 renoviert. |
| 78   | Blue Horizon                                       |      | 69,0     | 19     | 1975      | Georg-Voigt-Straße 15, Westend-Süd                        | H. Knoll                                                                     | ehemaliges Gebäude der Kassenärztlichen Vereinigung Hessen, 2018–2019 zum Wohngebäude umgebaut |
| 80   | Alpha Rotex                                        |      | 68,0     | 15     | 2013      | Thea-Rasche-Straße, Flughafen                             | Jo. Franzke                                                                  | Neue Unternehmenszentrale von DB Schenker und das höchste Gebäude im Geschäftsviertel Gateway Gardens und am Frankfurter Flughafen. |
| 80   | Taunusanlage 8                                     |      | 68,0     | 17     | 2015      | Taunusanlage 8, Bahnhofsviertel                           | Novotny Mähner Assoziierte, msm meyer schmitz-morkramer                      | Hauptmieter ist die Anwaltskanzlei Linklaters. |
| 82   | InterContinental Hotel Frankfurt                   |      | 67,0     | 21     | 1963      | Wilhelm-Leuschner-Straße 43, Bahnhofsviertel              | O. Apel; H.G. Beckert; G. Becker                                             | Betreiber ist die InterContinental Hotels Group. Mit 770 Zimmern ist es das zweitgrößte Hotel in Frankfurt und das sechstgrößte in Deutschland. |
| 82   | Romeo & Julia                                      |      | 67,0     | 19     | 1971      | Ulmenstraße 37–39, Westend-Süd                            | Richard Heil                                                                 | 2006–2009 komplett renoviert. Ursprünglich durch Bauherrn Ignatz Bubis errichtet. |
| 82   | FAZ-Tower                                          |      | 67,0     | 18     | 2022      | Europa-Allee 92, Gallus                                   | Eike Becker Architekten                                                      | Neubau für Verlag und die Redaktion der Frankfurter Allgemeinen Zeitung (FAZ) |
| 85   | Praedium                                           |      | 66,0     | 19     | 2017      | Europa-Allee 101–103, Gallus                              | Dietz Joppien Architekten                                                    | Wohngebäude |
| 85   | Westside Tower                                     |      | 66,0     | 19     | 2016      | Europa-Allee 140–142, Gallus                              | msm, meyer schmitz-morkramer                                                 | Wohngebäude. |
|      | Deutsche Bank Park                                 |      | 65,0     |        | 2005      | Mörfelder Landstraße 362, Sachsenhausen-Süd               | Gerkan, Marg und Partner                                                     | Stadion. Zehntgrößtes Fußballstadion Deutschlands. Nutzung durch Eintracht Frankfurt. |
| 87   | DB Tower                                           |      | 66,0     | 17     | 2020      | Europa-Allee 84, Gallus                                   | Aldinger Architekten, Schmidt Ploecker Architekten                           | Deutsche Bahn |
| 88   | Ehemalige Hauptverwaltung Deutsche Bahn            |      | 65,0     | 17     | 1993      | Stephensonstraße 1, Gallus                                | Stephan Böhm                                                                 | Konzernzentrale der Deutschen Bahn bis 2000, heute Vorstandssitz von DB Bahn sowie Sitz von DB Fernverkehr, DB Regio und DB Vertrieb. |
| 88   | Leo                                                |      | 65,0     | 16     | 1986/2013 | Theodor-Heuss-Allee 2 / Hamburger Allee 1, Westend-Süd    | Nägele, Hoffmann, Tiedemann & Partner (Poseidon); schneider+schumacher (Leo) | 2012–2013 Entkernung, Erweiterung um einen Gebäudequerriegel und Revitalisierung. Ab Mitte 2013 Sitz der ING-DiBa. Als Poseidonhaus ehemalige Zentrale der Aventis Pharma AG. |
| 90   | Im Mainfeld 17                                     |      | 64,2     | 21     | 1974      | Im Mainfeld 17, Niederrad                                 |                                                                              | Wohnhochhaus der Wohnheim GmbH (ABG-Tochter). |
| 91   | Maintor Panorama                                   |      | 64,0     | 17     | 2015      | Neue Mainzer Straße 2–4, Altstadt                         | Christoph Mäckler                                                            | Bestandteil des Maintor-Projekts. Hauptmieter ist die Wirtschaftskanzlei CMS Hasche Sigle. |
| 92   | Skylight                                           |      | 63,0     | 20     | 2001      | Stephanstraße 14–16, Innenstadt                           | Richard Rogers                                                               | Das Hauptgebäude beherbergt in den Erdgeschossen Geschäfte und Gastronomie, in den Obergeschossen Büros, wobei der Querriegel an den Katzenpforte 50 Wohnungen bereitstellt. |
| 92   | Taunusturm Residential                             |      | 63,0     | 18     | 2014      | Taunustor 1–3, Innenstadt                                 | Gruber + Kleine-Kraneburg                                                    | Insgesamt sollen 39 Wohnungen entstehen. |
| 94   | Lyoner19                                           |      | 62,0     | 17     | ca. 1969  | Lyoner Straße 19, Niederrad                               | Stefan Forster Architekten (Umbau, Erweiterung)                              | 2010 Umbau in Appartementhaus mit drei zusätzlichen Geschossen. |
| 95   | Ostendstraße 12                                    |      | 61,3     | 20     | 1968      | Ostendstraße 12, Ostend                                   |                                                                              | Wohngebäude. 2009–2010 saniert. |
| 96   | Raimundstraße 48–54                                |      | 61,2     | 16     |           | Raimundstraße 48–54, Ginnheim                             |                                                                              | Telekom Gebäude |
| 97   | KfW-Hochhaus                                       |      | 61,0     | 15     | 1968      | Palmengartenstraße 5–9, Westend-Süd                       | F.C. Throll                                                                  | Höchstes Gebäude des aus vier miteinander verbundenen Hochhaustürmen bestehenden Gebäudeensembles der KfW Bankengruppe. Renovierung 2003–2006. |
| 98   | Hochhaus Allianz-Kai                               |      | 60,0     | 16     | 2001      | Theodor-Stern-Kai 1, Sachsenhausen-Nord                   | HPP Hentrich; Pentschnigg & Partner                                          | Mieter ist die Frankfurter Niederlassung der Allianz. Für den Neubau wurde 1999 das AEG-Hochhaus abgerissen. |
| 98   | Main Triangel                                      |      | 60,0     | 14     | 2006      | Zum Laurenburger Hof 76, Sachsenhausen-Nord               | Novotny Mähner Assoziierte                                                   | Die Form des Gebäudes soll an ein Segel erinnern. |
| 98   | AXIS                                               |      | 60,0     | 19     | 2016      | Europaallee 165, Gallus                                   | Meixner Schlüter Wendt                                                       | Wohngebäude. |
| 101  | Inheidener Straße 69                               |      | 59,7     | 18     | 1975      | Inheidener Straße 69, Bornheim                            |                                                                              | Wohngebäude. |
| 102  | KfW-Westarkade                                     |      | 59,0     | 15     | 2009      | Zeppelinallee 4–8, Westend-Süd                            | Sauerbruch Hutton                                                            | Teil des Gebäudeensembles der KfW Bankengruppe am Hauptstandort. 2011 wurde die Westarkade vom Council on Tall Buildings and Urban Habitat (CTBUH) in Chicago zum „besten Hochhaus der Welt“ gewählt. |
| 103  | Scandic Frankfurt Museumsufer                      |      | 58,4     | 18     | 1969      | Wilhelm-Leuschner-Straße 34, Bahnhofsviertel              |                                                                              | Ehemaliger City Wing des InterContinental Hotels Frankfurt, 2014 bis 2018 Wyndham Grand Hotel, seit 2018 Scandic Frankfurt Museumsufer |
| 104  | Thomas-Mann-Straße 18                              |      | 58,2     | 19     | 1968      | Thomas-Mann-Straße 18, Niederursel                        |                                                                              | Wohngebäude. |
| 104  | Mitscherlichhaus                                   |      | 58,2     | 19     | 1979      | Peter-Fischer-Allee 23, ehem. Windthorststraße 35, Höchst |                                                                              | Wohngebäude. Das Gebäude wurde 2006 umfassend renoviert und nach seinem ehemaligen Bewohner Alexander Mitscherlich benannt. |
| 106  | Hochhaus BICC                                      |      | 58,0     | 15     |           | Hanauer Landstraße 330, Ostend                            |                                                                              | Bestandteil des BICC Business Centers. Das BICC entstand im Zuge einer Hochhaussanierung durch Komplettumbau. |
| 106  | NWZ Tower                                          |      | 58,0     | 13     | 2004      | Walter-Möller-Platz 1, Heddernheim                        |                                                                              | Errichtet als Teil einer Erweiterung des Einkaufszentrums Nordwestzentrum. Mischung aus Büros und Wohnungen. |
| 108  | Dörpfeldstraße 8                                   |      | 57,2     | 22     | 1972      | Dörpfeldstraße 8, Eckenheim                               |                                                                              | Wohngebäude. |
| 109  | NM-1                                               |      | 57,0     | 17     | 1964      | Neue Mainzer Straße 1, Innenstadt                         | Max Meid; Helmut Romeick                                                     | Hauptmieter ist die Nürnberger Versicherungsgruppe, langjähriger Vormieter war die Schweizerische National-Versicherungs-Gesellschaft AG. Von 2004 bis 2006 wurde das Hochhaus umfassend saniert. |
| 109  | Olivetti Turm II                                   |      | 57,0     | 14     | 1972      | Lyoner Straße 34, Niederrad                               | Egon Eiermann                                                                | Errichtet wurden die zwei markanten Türme für das italienische Unternehmen Olivetti. Beide Gebäude stehen jeweils auf einer einzelnen Betonsäule. |
| 111  | Sonnenring Ost                                     |      | 55,5     | 17     | 1974      | Mailänder Straße 3–15, Sachsenhausen-Süd                  |                                                                              | Bestandteil der Großsiedlung Sonnenring auf dem Sachsenhäuser Berg. |
| 112  | Hochhaus dfv Mediengruppe                          |      | 55,0     | 17     | 1989      | Mainzer Landstraße 245–253, Gallus                        | Nägele, Hofmann & Tiedemann                                                  | Sitz der dfv Mediengruppe. |
| 112  | Maritim Hotel Frankfurt                            |      | 55,0     | 12     | 1996      | Theodor-Heuss-Allee 3, Westend-Süd                        | JSK                                                                          | Hauptmieter ist die Maritim Hotelgesellschaft. |
| 114  | Julius-Brecht-Straße 5                             |      | 54,0     | 20     | 1967      | Julius-Brecht-Straße 5, Frankfurter Berg                  |                                                                              | Wohngebäude. |
| 114  | Julius-Brecht-Straße 1                             |      | 54,0     | 20     | 1969      | Julius-Brecht-Straße 1, Frankfurter Berg                  |                                                                              | Wohngebäude. |
| 114  | Deutsche Bundesbank                                |      | 54,0     | 17     | 1972      | Wilhelm-Epstein-Straße 14, Bockenheim                     |                                                                              | Zentrale der Deutschen Bundesbank. |
| 117  | Im Mainfeld 19                                     |      | 53,2     | 17     | 1974      | Im Mainfeld 19, Niederrad                                 |                                                                              | Wohnhochhaus der Wohnheim GmbH (ABG-Tochter). |
| 117  | Im Mainfeld 21                                     |      | 53,2     | 17     | 1974      | Im Mainfeld 21, Niederrad                                 |                                                                              | Wohnhochhaus der Wohnheim GmbH (ABG-Tochter) mit 115 Wohnungen. |
| 119  | Berkersheimer Weg 8                                |      | 52,0     | 18     | 1969      | Berkersheimer Weg 8, Frankfurter Berg                     |                                                                              | Wohngebäude. |
| 119  | Olivetti Turm I                                    |      | 52,0     | 12     | 1972      | Lyoner Straße 34, Niederrad                               | Egon Eiermann                                                                | Errichtet wurden die zwei markanten Türme für das italienische Unternehmen Olivetti. Beide Gebäude stehen jeweils auf einer einzelnen Betonsäule. |
|      | Rödelheimer Wasserturm                             |      | 51,0     |        | 1899      | Seegewann 19, Rödelheim                                   |                                                                              | Wasserturm. Sanierung 2003. |
| 121  | Colonia Business Center                            |      | 51,0     | 15     | 1988      | Grüneburgweg 58–62, Westend-Nord                          | Helmut Hentrich                                                              | |
| 121  | Fina-Haus                                          |      | 51,0     | 13     | 1965      | Bleichstraße 2–4, Innenstadt                              |                                                                              | Ehemaliger Sitz der Fina Deutschland. |
| 121  | Sigma                                              |      | 51,0     | 13     | 2003      | Lyoner Straße 20, Niederrad                               | Nägele, Hofmann & Tiedemann                                                  | Ersetzte das vorherige Bürohochhaus der Lufthansa am gleichen Standort. |
| 124  | Adina Apartment Hotel                              |      | 50,1     | 16     |           | Wilhelm-Leuschner-Straße 4–6, Bahnhofsviertel             |                                                                              | Appartementhotel. Früheres Haus Bieger. Renoviert 2009. |
| 125  | ADAC Hochhaus                                      |      | 50,0     | 13     | 1972      | Lyoner Straße 22, Niederrad                               |                                                                              | |
| 125  | Die Welle                                          |      | 50,0     | 12     | 2001      | An der Welle 4, Westend-Süd                               | JSK                                                                          | Die Welle ist ein aus drei Gebäudeteilen bestehendes Ensemble mit Büros, Geschäften und Cafés. |
| 125  | Kia Motors European Headquarters & Design Center   |      | 50,0     | 11     | 2007      | Theodor-Heuss-Allee 11, Westend-Süd                       |                                                                              | Europazentrale von Kia Motors. |
| 125  | Nestlé                                             |      | 50,0     | 13     |           | Lyoner Straße 23, Niederrad                               |                                                                              | Deutschlandzentrale des Schweizer Lebensmittelkonzerns Nestlé. |

## Hochhäuser im Bau
Hochhäuser, die in Frankfurt am Main gebaut werden und noch nicht ihre endgültige Höhe erreicht haben:
| Name                   | Bild | Höhe (m) | Etagen | Geplante Eröffnung | Standort                                                | Nutzung                                | Architekt                                       | Bemerkungen |
| ---------------------- | ---- | -------- | ------ | ------------------ | ------------------------------------------------------- | -------------------------------------- | ----------------------------------------------- | --- |
| Central Business Tower |      | 205      | 52     | 2028               | Innenstadt, Neue Mainzer Straße 57–59, Junghofstraße 27 | Büros, Gewerbe und Kultureinrichtungen | KSP Engel und Zimmermann Architekten, Frankfurt | Doppelturm mit gläserner Fuge und denkmalgeschütztem Sockelbau (HHRP98) |
| Icoon                  |      | 140      |        |                    | Gallus, Hafenstraße/Adam-Riese-Straße                   | Wohnen                                 |                                                 | Wohnturm neben dem bestehenden 93 m hohen Hochhaus Hafenstraße 51 (siehe oben) als Teil der Projektes „Grand Central“ von Groß & Partner. Gewinner des Architekturwettbewerbs: Mecanoo, Delft (NL). |
| Sparda-Bank Tower      |      | 124      | 36     | 2025               | Europa-Allee                                            | Hotel, Büros                           | Cyrus Moser Architekten                         | |
| Sommerhoff-Wohntürme   |      | 66       | 20     | ?                  | Gutleutviertel, Sommerhoffpark                          | Wohnen                                 | Cyrus Moser Architekten                         | Zwei 66 beziehungsweise 38 Meter hohe Wohnhochhäuser der Aberdeen Asset Management, Baubeginn war Herbst 2017, seitdem kommt das Projekt nur schleppend voran.                                      |

## Geplante Hochhäuser
Der Frankfurter Hochhausrahmenplan von 1998, entworfen vom Architekturbüro Jourdan & Müller unter dem Titel Frankfurt 2000, weist 16 Standorte im Stadtgebiet aus, an denen neue Hochhäuser gebaut werden dürfen. Die Standorte konzentrieren sich auf die drei Verdichtungszonen Bankenviertel, Messe/Europaviertel und Parkviertel. Das Parkviertel sollte im Zusammenhang mit dem Projekt Frankfurt 21 der Deutschen Bahn als neues Stadtviertel auf dem Gleisvorfeld des Hauptbahnhofs entstehen, jedoch wurde die Realisierung 2002 aus Kostengründen aufgegeben. Dies hat zur Folge, dass sechs Standorte aus dem Rahmenplan von 1998 nicht mehr zur Verfügung stehen (s.u.). Die verbliebenen zehn von der Stadt Frankfurt genehmigten Hochhausprojekte sind in dieser Liste mit HHRP98 gekennzeichnet. Erst nach zehn Jahren wurde 2008 mit dem Tower 185 das erste Projekt aus dem Plan von 1998 begonnen, 2011 folgte der Bau des Taunusturms.
In der Zwischenzeit wurden allerdings weitere Hochhäuser gebaut (etwa Westhafen Tower, Gallileo, Palaisquartier, Skyper, Opernturm) oder genehmigt (Neubau der Europäischen Zentralbank, Torhaus II, Hochhaus am Güterplatz). Politisch abgesichert sind außerdem Pläne, den AfE-Turm (siehe oben) durch drei Hochhäuser mit einer Höhe zwischen 70 und 140 m zu ersetzen.
2007 wurde ein Entwurf für eine Überarbeitung des Hochhausrahmenplans vorgelegt, der wieder vom Architekturbüro Jourdan & Müller erstellt worden war. Im Dezember 2008 genehmigte die Stadt Frankfurt auf dessen Grundlage 23 neue Hochhausprojekte an insgesamt 16 Standorten, wobei einige Türme teilweise drastisch in ihrer Höhe reduziert wurden. Die neuen Projekte sind in dieser Liste mit HHRP08 gekennzeichnet.
| Name                                                        | Höhe (m) | Geplante Eröffnung | Standort                                            | Nutzung        | Architekt                       | Bemerkungen |
| ----------------------------------------------------------- | -------- | ------------------ | --------------------------------------------------- | -------------- | ------------------------------- | --- |
| Millennium Tower A                                          | 288      | 2030               | Gallus, Osloer Straße                               | Büros, Hotel   | Ferdinand Heide                 | Ein 70-geschossiger Hotel- und Büroturm, welcher mit einer Höhe von 288 Metern voraussichtlich das höchste Gebäude Deutschlands und der EU wird. |
| Gloria Tower                                                | 195      | 2029               | Kaiserstraße, Neue Mainzer Straße                   | Büros, Wohnen  |                                 | Gemeinschaftliches Projekt zwischen Tishman Speyer und Commerz Real. Neubau eines auskragenden Hochhauses mit Einbezug des denkmalgeschützten Baubestandes. Architekturwettbewerb im Herbst 2024. |
| Hochhaus am ehemaligen Polizeipräsidium                     | 175      | 2026               | Gallus, Friedrich-Ebert-Anlage 11                   | Büros          |                                 | Seit 2010 verhandelt das Land Hessen über einen Verkauf des Grundstücks mit einem Investor. Problematisch ist dabei, dass die geplante Verlängerung der U-Bahn-Linie U5 unter dem Grundstück die Neuentwicklung samt Hochhausbau einschränken könnte. (HHRP98) |
| Millennium Tower B                                          | 157      | 2030               | Gallus, Osloer Straße                               | Wohnen         | Ferdinand Heide                 | Der 43-geschossige Wohnturm wird bei Fertigstellung mit einer Höhe eines der höchsten Wohngebäude Deutschlands sein. |
| Torhaus II                                                  | 140      | ?                  | Bockenheim, auf dem Messegelände                    | Büros          |                                 | Das Torhaus II soll zusammen mit dem benachbarten IBC-Hochhaus das westliche Eingangstor zur Frankfurter Innenstadt darstellen. |
| Hochhaus Frankfurter Sparkasse/Landeszentralbank            | 130      | ?                  | Innenstadt, Neue Mainzer Straße 47–51               | Büros          |                                 | Das Hochhaus soll erst dann entwickelt werden, sobald das benachbarte Projekt Hochhauskomplex Neue Mainzer Straße (197 m) fertiggestellt ist. (HHRP98) |
| Hochhaus an der Matthäuskirche                              | 130      | ?                  | Gallus, Friedrich-Ebert-Anlage                      | Büros          |                                 | Entgegen früheren Planungen soll die Matthäuskirche dem Neubau nun doch nicht weichen. Das Hochhaus soll auf dem Gelände hinter der Kirche errichtet werden. (HHRP08) |
| Turmhaus Neue Mitte Höchst                                  | 120      | ?                  | Höchst, Industriepark                               | Büros, Technik | Kollhoff und Timmermann, Berlin | Anstelle des abgerissenen Hochhauses C660 (siehe unten) der ehemaligen Hoechst AG. |
| NION                                                        | 106      | 2026               | Europaallee 65–67                                   |                | UNStudio, Amsterdam             | Areal ist 3200 m² groß, Hochhaus soll 26 OG haben |
| Messeeingang Süd                                            | 100      | ?                  | Gallus, Europa-Allee (Baufeld 42a)                  | Büros, Hotel   | Cyrus Moser Architekten         | 2013 hat die Messe Frankfurt GmbH das direkt an das Messegelände grenzende Grundstück im Europaviertel gekauft. Mit dem Bauprojekt „Messeeingang Süd“ soll ein Büro- und Hotelgebäude mit mindestens 35.000 Quadratmeter Bruttogrundfläche entstehen, einen entsprechenden Architekturwettbewerb gewann 2014 das Architekturbüro Cyrus Moser Architekten. Der Baubeginn für das 100-Meter-Hochhaus war für 2016 und die Fertigstellung für 2018 vorgesehen. 2015 wurde der Baubeginn jedoch auf unbestimmte Zeit verschoben. Das Hochhaus soll zusammen mit dem südlich geplanten Wohnhochhaus „Porsche Design Tower Frankfurt“ eine Portalsituation an der Emser Brücke schaffen. (HHRP08) |
| Hochhaus Mannheimer Straße                                  | 100      | ?                  | Gutleutviertel, Mannheimer Straße                   | Büros          |                                 | Neben dem seit 2016 im Bau befindlichen achtgeschossigen Hotel will die CA Immo Deutschland in einigen Jahren ein 100 Meter hohes Bürohaus errichten. Hier war bereits in den 1980er Jahren das damals höchste Gebäude Europas unter dem Namen „Campanile“ geplant worden, die Realisierung scheiterte jedoch am Einspruch einer Anwohnerin. (HHRP08) |
| Riverpark Tower (Revitalisierung Union Investment-Hochhaus) | 95       | 2021               | Bahnhofsviertel, Wiesenhüttenstraße 10              | Wohnen         | Ole Scheeren                    | Das Union Investment-Hochhaus soll revitalisiert werden und 120 Eigentumswohnungen mit Flächen zwischen 60 m² und 700 m² sowie auf den unteren fünf Geschosse etwa 100 Boarding-Appartements entstehen. |
| Drei Schwestern I                                           | 85       | 2020               | Innenstadt, Stiftstraße 23–27                       | Wohnen         | Max Dudler                      | 2012 wurde ein städtebaulicher Ideenwettbewerb für das Grundstück ausgelobt. Das Architekturbüro Max Dudler wurde mit einem Entwurf für ein etwa 90 bis 100 Meter hohes Wohngebäude mit einem zweiten Preis ausgezeichnet, ein erster Preis wurde nicht vergeben. In Absprache mit der Stadt Frankfurt wurde der Entwurf überarbeitet und sieht nun drei Türme mit Höhen von 40, 50 und 80 Metern Höhe vor. Der Projektentwickler Corpus Sireo sucht einen Investor für die Realisierung des Hochhaus-Komplexes „Drei Schwestern“ mit rund 180 Wohnungen. Im Februar 2016 erwarb Becken Development das Grundstück. Die Pläne sollen noch einmal grundlegend überarbeitet werden, u. a. soll der Anteil der Wohnungen auf 250 bis 300 steigen. Mitte 2017 könnte mit dem Bau begonnen werden. (HHRP08) |
| Campus Bockenheim, Wohnturm                                 | 70       | ?                  | Westend-Süd, Robert-Mayer-Straße 11–15              | Wohnen         |                                 | An der Robert-Mayer-Straße ist der Bau eines 70 Meter hohen Wohngebäudes geplant. Das Grundstück wird allerdings noch vom Institut für Informatik der Goethe-Universität genutzt. (HHRP08) |
| SOLID Home                                                  | 66       | 2020               | Gallus, Niedernhausener Straße 13 (Baufeld 26 Nord) | Wohnen         | KSP Jürgen Engel Architekten    | Die 6B47 Real Estate Investors AB wird ein 66 Meter hohes Wohngebäude mit 175 Eigentumswohnungen im Europaviertel realisieren. |
| Hochhaus auf der Osthafenmole                               | 60       | ?                  | Ostend, auf der Osthafenmole                        | Hotel          |                                 | Das Hotel in der Nähe des Neubaus der EZB am Main soll einen spektakulären Blick auf die Frankfurter Skyline bieten. Es ist allerdings umstritten, da der EZB-Neubau ein Solitär im Ostend sein soll und ein weiterer Hochhauspulk an dieser Stelle nicht gewünscht ist. Das Hochhaus wurde 2008 genehmigt, allerdings nur mit 60 m Höhe. (HHRP08) |
| Hochhaus Stiftstraße/Katzenpforte                           | 60       | ?                  | Innenstadt, Stiftstraße                             | Wohnen         |                                 | Von 2012 bis 2013 wurde der nordwestliche Teil des zwischen Bleichstraße, Katzenpforte und Stiftstraße gelegenen Areals mit dem ehemaligen Turmpalast-Kino abgerissen. Dort endstand bis 2014 das Wohn- und Geschäftshaus „Turm-Carrée“. Für das im südöstlichen Bereich geplante Wohnhochhaus gibt es aktuell (Stand 2016) keine bekannten Planungen. (HHRP08) |
| Hochhaus am Europagarten (Nord)                             | 60       | ?                  | Gallus, Europa-Allee (Baufeld 43)                   | Büros          |                                 | Das als „Baufeld 43“ bezeichnete Grundstück im Europaviertel steht noch zum Verkauf (Stand 2016). Es soll zusammen mit dem südlich gelegenen Wohnhochhaus „Praedium“ eine Portalsituation am östlichen Europagarten schaffen. (HHRP08) |
| Hochhaus an der Europa-Allee                                | 60       | ?                  | Gallus, Europa-Allee (Baufeld 42C Ost)              | Büros          |                                 | Das als „Baufeld 42C Ost“ bezeichnete Grundstück im Europaviertel steht noch zum Verkauf (Stand 2016). |
| Hochhaus an der Festhalle                                   | 60       | ?                  | Westend-Süd                                         | Büros          |                                 | Standort ist zwischen der Festhalle und dem Messeturm auf dem Messegelände. (HHRP08) |
| The Propeller                                               | 60       | ?                  | Flughafen                                           | Büros          |                                 | Geplantes Hochhaus am Flughafen mit 17 Stockwerken und einer Nutzfläche von 41.000 m². |

### Aufgegebene Hochhausplanungen
Hochhäuser, die nie verwirklicht wurden.
| Name                                        | Höhe (m) | Standort                              | Nutzung | Architekt            | Bemerkungen |
| ------------------------------------------- | -------- | ------------------------------------- | ------- | -------------------- | --- |
| Hochhaus Deutsche Bahn III                  | 290      | Gutleutviertel, Hafenstraße           | Büros   |                      | War Bestandteil des ehrgeizigen Projekts Frankfurt 21, d. h. der Untertunnelung der Frankfurter Innenstadt und Nutzung des freiwerdenden Gleisvorfeldes des Hauptbahnhofes für ein neues Stadtviertel (Parkviertel). Das Projekt wurde von der Deutschen Bahn 1996 erstmals vorgestellt und 2002 aus Kostengründen endgültig verworfen. |
| Campanile                                   | 264      | Gutleutviertel, Mannheimer Straße     | Büros   | JSK                  | In den 1980er Jahren sollte auf dem Parkplatz an der Südseite des Hauptbahnhofs das höchste Gebäude Europas (264 m strukturelle Höhe, 300 m mit Antenne) unter dem Namen „Campanile“ entstehen. Das Projekt scheiterte an einer Nachbarin, die die benötigte Zustimmung für den Bau verweigerte. |
| Hochhaus Deutsche Bahn II                   | 250      | Gutleutviertel                        | Büros   |                      | War Bestandteil des Projekts Frankfurt 21. |
| Hochhaus Deutsche Bahn IV                   | 230      | Gallus, Hafenstraße                   | Büros   |                      | War Bestandteil des Projekts Frankfurt 21. |
| Bahntower Frankfurt                         | 200      | Gutleutviertel, Mannheimer Straße     | Büros   |                      | 2007 schlug der Stadtplaner Jochem Jourdan vor, ein Hochhaus auf dem als Parkplatz genutzten Grundstück südlich des Frankfurter Hauptbahnhofs zu errichten. Hier war bereits in den 1980er Jahren das damals höchste Gebäude Europas unter dem Namen „Campanile“ geplant worden, die Realisierung scheiterte jedoch am Einspruch einer Anwohnerin. Die Frankfurter Stadtverordneten konnten sich allerdings zunächst nur auf eine Maximalhöhe von 100 Meter für ein neues Hochhaus verständigen. Nachdem die Deutsche Bahn Interesse an der Anmietung eines solchen Turms signalisiert hatte und auch weitere politische Forderungen (Integration eines Busbahnhofs, Wohnungen u. a.) vom Grundstückseigentümer Vivico positiv beschieden wurden, sprachen sich die CDU- und Grünen-Fraktionen für eine Höhe von 200 Metern aus. Eine Zustimmung der Nachbarn war durch eine Änderung des Baurechts nicht mehr erforderlich. Da die Deutsche Bahn 2012 den Silberturm im Bahnhofsviertel komplett von der Commerzbank mietete, wurde die Planung hinfällig. (HHRP08) |
| Hochhaus Deutsche Post West                 | 175      | Gutleutviertel                        | Büros   |                      | War Bestandteil des Projekts Frankfurt 21. |
| Hochhaus am Platz der Republik              | 175      | Westend-Süd, Platz der Republik       | Büros   |                      | Die DZ Bank plante ein drittes Hochhaus zwischen dem Hochhaus Westendstraße 1 und dem City-Haus I als Erweiterung ihrer Zentrale. Der Standort wurde durch die Stadt Frankfurt zunächst wegen drohender Verschattung des Westens abgelehnt, im Zuge der Finanzkrise ab 2007 jedoch letztlich befürwortet. Im Gegenzug musste sich die DZ Bank verpflichten, neue Arbeitsplätze in dem Turm zu konzentrieren und das Union Investment-Hochhaus zu einem Wohnturm umbauen zu lassen, um die Forderung der Stadt nach 30 Prozent Wohnanteil zu erfüllen. (HHRP08) Letztendlich wurde dann doch nur ein „Pavillon“ statt eines Hochhauses gebaut. |
| Hochhaus Deutsche Bahn I                    | 170      | Gutleutviertel                        | Büros   |                      | War Bestandteil des Projekts Frankfurt 21. |
| Hochhaus Deutsche Post Ost                  | 160      | Gutleutviertel                        | Büros   |                      | War Bestandteil des Projekts Frankfurt 21. |
| Hochhaus auf dem ehemaligen Telenorma-Areal | 160      | Gallus, Güterplatz/Mainzer Landstraße | Büros   | Köhler Architekten   | 2003 wurde für das ehemalige Telenorma-Areal zwischen Mainzer Landstraße, Güterplatz und Europa-Alle ein Architekturwettbewerb ausgetragen, den der Architekt Dieter Köhler mit einem Entwurf für einen 160 Meter hohen Büroturm gewann. In der Folgezeit versuchte der Grundstückseigentümer, die Robert Bosch GmbH, vergeblich einen Investor für das Bürohochhaus auf dem brachliegenden Grundstück zu finden. Im Jahr 2013 erklärte der Eigentümer, dass das Hochhaus nicht mehr errichtet werden solle und stattdessen eine Neuentwicklung mit Wohnungen geplant sei. 2015 verkaufte die Robert Bosch GmbH das Grundstück an die ABG Frankfurt Holding, die Pläne für den Bau eines bis zu 90 Meter hohen Hotelturms sowie eines etwa 60 Meter hohen Wohnturms vorstellte. |
| Hochhaus Theodor-Heuss-Allee 2              | 140      | Westend-Süd, Theodor-Heuss-Allee 2    | Büros   |                      | Das 1986 errichtete, 62 Meter hohe „Poseidon-Haus“ an der Schnittstelle von Theodor-Heuss-Allee und Hamburger Allee war von 2000 bis 2003 die Zentrale der Aventis (heute Sanofi). 2008 wurde das Grundstück als potentieller Hochhausstandort in den Hochhausrahmenplan aufgenommen. 2010 mietete die ING-DiBa das gesamte Gebäude für ihre neue Deutschland-Zentrale. Um die erforderlichen 40.000 Quadratmeter Bürofläche zur Verfügung stellen zu können, wurde ein Teil des Poseidon-Hauses abgerissen und durch einen höheren Bauteil ersetzt. 2013 bezog die ING-DiBa den Gebäudekomplex, der seitdem den Namen „Leo“ trägt. (HHRP08) |
| Grand Hyatt Frankfurt                       | 113      | Gallus, Osloer Straße/Europa-Allee    | Hotel   | UNStudio             | 2008 unterzeichnete die Hyatt-Gruppe einen Managementvertrag für ein 5-Sterne-Plus-Luxushotel mit über 400 Zimmern, 2009 gewann das Architekturbüro UNStudio einen Architekturwettbewerbs für den geplanten Hotelturm neben dem Einkaufszentrum Skyline Plaza. 2013 gab Hyatt die Kündigung des Managementvertrages und somit das Scheitern des Projekts bekannt. Auf dem Grundstück wird seit Anfang 2016 ein 176 Meter hohes Wohnhochhaus (Tower 2) gebaut. |
| Allianz-Hochhaus                            | 60       | Westend-Süd, Taunusanlage             | Büros   |                      | Bereits für den Hochhausrahmenplan von 1998 war ein 90 Meter hohes Gebäude auf dem Grundstück der Allianz an der Taunusanlage im Gespräch, eine Entscheidung wurde damals jedoch nicht getroffen. Von 2003 bis 2006 entwickelte die Allianz das Grundstück neu, wobei der Bauplatz für das Hochhaus frei gehalten wurde. Mehrfach brachte die Allianz eine Höhe von 170 Metern ins Gespräch, ähnlich dem benachbarten Opernturm, die Stadt Frankfurt blieb wegen der drohenden Verschattung des Opernplatzes allerdings bei ihrer ablehnenden Haltung. In den neuen Hochhausrahmenplan von 2008 wurde das Hochhaus schließlich aufgenommen, allerdings nur mit einer Maximalhöhe von 60 Metern. Mittlerweile (Stand 2016) soll die Allianz kein Hochhaus mehr auf dem Areal planen, da alle Hochhausvarianten an dieser Stelle zu einer Verschattung des Opernplatzes führen würden. (HHRP98) |
| Mainzer Landstraße 36                       | 60       | Westend-Süd, Mainzer Landstraße 36    | Büros   |                      | Der Hochhausbau wurde aufgrund drohender Verschattung des dahinterliegenden Wohnviertels im Westend wieder verworfen. Von 2015 bis 2016 wurde auf dem Grundstück ein nur achtgeschossiger Neubau namens „Vista“ errichtet. (HHRP98) |
| Porsche Design Tower Frankfurt              | 80       | Gallus, Europa-Allee (Baufeld 29)     | Wohnen  | Blauraum Architekten | 2014 wurde das Grundstück von der P+B Planen und Bauen GmbH & Co. KG und der Porsche Design Group gekauft. Die Bauherren planen ein exklusives Wohnhochhaus, den „Porsche Design Tower Frankfurt“. Einen Architekturwettbewerb gewann 2015 das Architekturbüro Grüntuch Ernst Planungsgesellschaft mit einem Entwurf für einen 100 Meter hohen Wohnturm. Im Bebauungsplan ist nur eine Maximalhöhe von 80 Metern für das Grundstück vorgesehen. Das Hochhaus soll zusammen mit dem nördlich geplanten Bürohochhaus „Messeeingang Süd“ eine Portalsituation an der Emser Brücke schaffen. (HHRP08) |

## Abgerissene Hochhäuser
In Frankfurt werden nicht nur Hochhäuser gebaut, sondern auch abgerissen. Meist, um sie durch höhere Hochhäuser zu ersetzen.
| Name                                              | Bild | Höhe (m) | Eröffnung | Standort                                                 | Nutzung                                                                                                   | Architekt                                    | Bemerkungen |
| ------------------------------------------------- | ---- | -------- | --------- | -------------------------------------------------------- | --- | -------------------------------------------- | --- |
| Henninger-Turm                                    |      | 119,5    | 1961      | Hainer Weg 60–64, Sachsenhausen-Süd                      | Getreidesilo, Restaurant/Aussichtsplattform                                                               | Karl Lieser                                  | Ehemaliges Getreidesilo der Henninger Brauerei. Erstes Gebäude Frankfurts, das den Kaiserdom überragte. Der Abriss begann im Januar 2013. |
| AfE-Turm                                          |      | 116,4    | 1972      | Robert-Mayer-Straße 5–7, Westend-Süd                     | Fachbereiche Gesellschaftswissenschaften und Geisteswissenschaften der Johann Wolfgang Goethe-Universität | Staatliche Neubauabteilung des Landes Hessen | Der Abriss begann im August 2013, am 2. Februar 2014 wurde das Gebäude gesprengt. |
| Deutsche Bank Investment Banking Center Frankfurt |      | 93,0     | 1971      | Große Gallusstraße 10–14, Innenstadt                     | Büros | F. Wilhelm Simon                             | 2018 abgerissen |
| Hochtief-Hochhaus                                 |      | 83,0     | 1974      | Westend, Bockenheimer Landstraße 24–26                   | Büros | Egon Eiermann                                | Wurde 2004 abgerissen. Die Hochtief AG hat einen Hochhausneubau namens WestendDuo an dieser Stelle 2006 abgeschlossen. |
| Hauptverwaltung Deutsche Bundesbahn, Haus I       |      | 75,0     | 1975      | Gallus, Friedrich-Ebert-Anlage 43–45                     | Büros, Konzernzentrale                                                                                    |                                              | Anstelle der ehemaligen DB-Verwaltung steht heute der Gebäudekomplex Kastor und Pollux. |
| Fernmeldehochhaus                                 |      | 69,0     | 1954      | Innenstadt, Große Eschenheimer Straße 14                 | Büros, Telekom                                                                                            | Heinrich Ebert                               | Vor dem Bau des Fernsehturms trug das Fernmeldehochhaus beeindruckende Sendeanlagen auf seiner nicht minder erstaunlichen, auskragenden Dachplatte. Das Gebäude war denkmalgeschützt und Teil eines sehenswerten Ensembles hochwertiger 50er-Jahre-Architektur. Es wurde 2004 abgetragen um auf dem Grundstück das Großprojekt Palaisquartier zu bauen, das 2009 fertiggestellt wurde.                                                                            |
| Zürich-Haus                                       |      | 68,0     | 1962      | Westend, Bockenheimer Landstraße 2–4 (Opernplatz)        | Büros | Werner Stücheli, Udo von Schauroth           | Das denkmalgeschützte Hochhaus der Zürich-Versicherung wurde 2002 abgerissen und sollte durch einen wesentlich höheren Neubau ersetzt werden, wozu es aufgrund der Finanzkrise der Zürich nicht kam. Auf Druck der Stadtverwaltung verkaufte die Versicherung Grundstück und Baurecht an das amerikanische Unternehmen Tishman Speyer Properties, die das Neubauprojekt unter dem Namen Opernturm anging.                                                         |
| Holzmann-Hochhaus                                 |      | 65,0     | 1968      | Bahnhofsviertel, Taunusstraße 2                          | Büros | Johannes Krahn                               | Die Philipp Holzmann AG war für zahlreiche Frankfurter Wolkenkratzer die ausführende Baufirma, ihr Konkurs das Ende eines wichtigen Kapitels Frankfurter Hochhausgeschichte. Die Konzernzentrale in der Taunusstraße wurde 2002 abgerissen und durch einen deutlich höheren Neubau namens Skyper ersetzt. |
| Fernsprechturm                                    |      | 56,0     | 1890      | Innenstadt, Gelände der Frankfurter Hauptpost, Nähe Zeil | Fernmeldeanlagen                                                                                          |                                              | Der Fernsprechtum wurde zusammen mit der Hauptpost aus Stein erbaut und hatte eine Höhe von 27 m, auf dem Turm befand sich eine Abspannung mit 6000 Isolatoren, die eine Gesamthöhe von 56 m erreichte. Die oberen Teile des Turms wurden 1944 bei Bombenangriffen zerstört, der steinerne Rest wurde in den 1950er Jahren abgerissen um Platz für die neue Hauptpost zu schaffen.                                                                                |
| Verwaltungsgebäude C 660                          |      | 54,0     | 1955      | Höchst, Industriepark                                    | Büros, Konzernzentrale                                                                                    | Gerhard Weber                                | Das ehemalige Verwaltungsgebäude der Hoechst AG wurde nach dem Krieg mitten auf der durchs Werk verlaufenden und kurz zuvor für die Öffentlichkeit gesperrten Mainzer Landstraße errichtet. In unmittelbarer Nähe steht das denkmalgeschützte Verwaltungsgebäude von Peter Behrens. Im Gebäude C 660 gab es einen der höchsten Paternoster-Aufzüge der Stadt über 12 Stockwerke. Das Hochhaus wurde 2003 abgerissen, um Platz für ein neues Hochhaus zu schaffen. |
| Studentenwohnheim FH Nordweststadt                |      | 50,0     | 1966      | Heddernheim, Walter-Möller-Platz 1                       | Wohnungen                                                                                                 |                                              | Das unmittelbar am Nordwestzentrum gelegene Hochhaus wurde 2002 gesprengt. |
| Hauptverwaltung Deutsche Bundesbahn, Haus II      |      | 45,0     | 1953      | Gallus, Friedrich-Ebert-Anlage                           | Büros, Konzernzentrale                                                                                    | Waltenberg, FAAG                             | Das Haus wurde 1994 gesprengt. Anstelle der ehemaligen DB-Verwaltung steht heute der Gebäudekomplex Kastor und Pollux. |
| AEG-Hochhaus                                      |      | 45,0     | 1951      | Sachsenhausen, Theodor-Stern-Kai 1                       | Büros, Konzernzentrale                                                                                    | Adolf Assmann, Hans Bartholmes               | Die Zentrale der AEG nahm einen ganzen Straßenblock am südwestlichen Brückenkopf der Friedensbrücke ein. An seiner östlichen Fassade befand sich eine große Uhr. Nach der Sprengung entstand hier ein großer, durchsichtig wirkender Gebäudekomplex der Allianz AG. |

## Höchste Gebäude ihrer Zeit (seit 1951)
| Zeit      | Name                   | Bild | Höhe (m) | Etagen | Standort                                 | Bemerkungen |
| --------- | ---------------------- | ---- | -------- | ------ | ---------------------------------------- | --- |
| Seit 1997 | Commerzbank Tower      |      | 259,0    | 56     | Große Gallusstraße 17–19, Innenstadt     | Bis 2003 auch höchstes Gebäude in Europa, bis 2012 höchstes Gebäude in der Europäischen Union. |
| 1990–1997 | Messeturm              |      | 256,5    | 55     | Friedrich-Ebert-Anlage 49, Westend-Süd   | In dieser Zeit auch höchstes Gebäude in Europa. |
| 1978–1990 | Dresdner-Bank-Hochhaus |      | 166,3    | 32     | Jürgen-Ponto-Platz 1, Bahnhofsviertel    | Ehemalige Zentrale der Dresdner Bank. 2009–2011 wurde das Gebäude umfassend saniert und in Silberturm umbenannt, neuer Mieter ist DB Systel.                                                                                   |
| 1976–1978 | Plaza Büro Center      |      | 159,3    | 47     | Hamburger Allee 2–4, Westend-Süd         | Hauptmieter ist die Hotelgruppe Marriott International. 2010 wurde die Fassade erneuert und das Hochhaus in Westend Gate umbenannt.                                                                                            |
| 1974–1976 | City-Haus I            |      | 142,1    | 42     | Platz der Republik 6, Westend-Süd        | Das Gebäude ist Teil der Zentrale der DZ Bank. 2007 wurde die Fassade erneuert. |
| 1972–1974 | AfE-Turm               |      | 116,0    | 32     | Robert-Mayer-Straße 5–7, Westend-Süd     | Der AfE-Turm gehörte zum Campus Bockenheim der Johann Wolfgang Goethe-Universität und beherbergte die Büros und Seminarräume der Fachbereiche Gesellschaftswissenschaften und Erziehungswissenschaften. Wurde 2014 abgerissen. |
| 1972      | SGZ-Hochhaus           |      | 96,0     | 28     | Bockenheimer Anlage 46, Westend-Süd      | Ehemaliger Verwaltungssitz der Südwestdeutschen Genossenschafts-Zentralbank (seit 2001: DZ Bank). 2005 wurde das Gebäude umgebaut und auf 115 Meter erhöht, seitdem trägt es den Namen Park Tower.                             |
| 1966–1972 | Shell-Hochhaus         |      | 90,0     | 27     | Nibelungenplatz 3, Nordend-West          | Ehemaliger Mieter war der Mineralölkonzern Shell. 1993 wurde das Gebäude umgebaut und auf 110 Meter erhöht, danach trug es den Namen Büro Center Nibelungenplatz und heute City Gate.                                          |
| 1966      | BHF-Bank-Hochhaus      |      | 82,0     | 23     | Bockenheimer Landstraße 10, Westend-Süd  | Sitz der BHF-Bank. Das Hochhaus ist denkmalgeschützt. |
| 1954–1966 | Fernmeldehochhaus      |      | 69,0     |        | Große Eschenheimer Straße 14, Innenstadt | Büro- und Betriebsgebäude für den Fernmelde- und Postdienst der Deutschen Bundespost. Wurde 2004 abgerissen. |
| 1951–1954 | AEG-Hochhaus           |      | 45,0     | 12     | Theodor-Stern-Kai 1, Sachsenhausen-Nord  | Ehemaliger Sitz der Zentralverwaltung West der AEG. Wurde 1999 abgerissen. |